# II. Károly magyar király
II. Károly, ragadványnevén Kis Károly (Corigliano Calabro, 1345 – Visegrád, 1386. február 24.) Anjou-házbeli magyar és – III. Károly néven – nápolyi király és akháj fejedelem. Nápolyban 1381. június 2-ától, Magyarországon 1385. december 31-étől haláláig uralkodott. A Parvus (Kis) melléknevet termete miatt kapta, Itáliában a Pacis, della Pace (Békés) melléknévvel is emlegették.
Apja, Anjou Lajos durazzói herceg halálát követően fiatal hercegként került a magyar királyi udvarba, ahol Nagy Lajos magyar király mellett tehetséges hadvezérré vált. Nagy Lajos király halála után végakaratának megfelelően 11 éves leányát, Máriát 1382. szeptember 17-én Székesfehérvárott Demeter esztergomi érsek Magyarország „királyává” koronázta. Eleinte nem volt jele annak, hogy Kis Károly be akarna avatkozni a magyar ügyekbe, még nápolyi hatalmának biztosításával volt elfoglalva. Amikor a Nápolyi Királyság feletti uralmat a pápa és a magyar király támogatásával indított hadjárata során sikeresen átvette, a Magyar Királyság kérdése is sorra került.
Magyarországon – pártjának kezdeményezésére és segítségével – 1385 végén törvényes királlyá koronázása is megtörtént. De uralkodásának kezdetén, 1386. február 7-én egy udvari összeesküvés során halálosan megsebesítették, és február 24-én meghalt. Így a magyar történelem legrövidebb ideig regnáló uralkodója lett. Meggyilkolásával a Magyar Királyság több mint másfél évtizedig tartó megosztottságba, polgárháborús állapotba süllyedt. Csak öt hónapnak kellett elmúlni ahhoz, hogy a gyilkosság fő kitervelői és végrehajtója azonos sorsra jussanak.

## Származása, rokonai

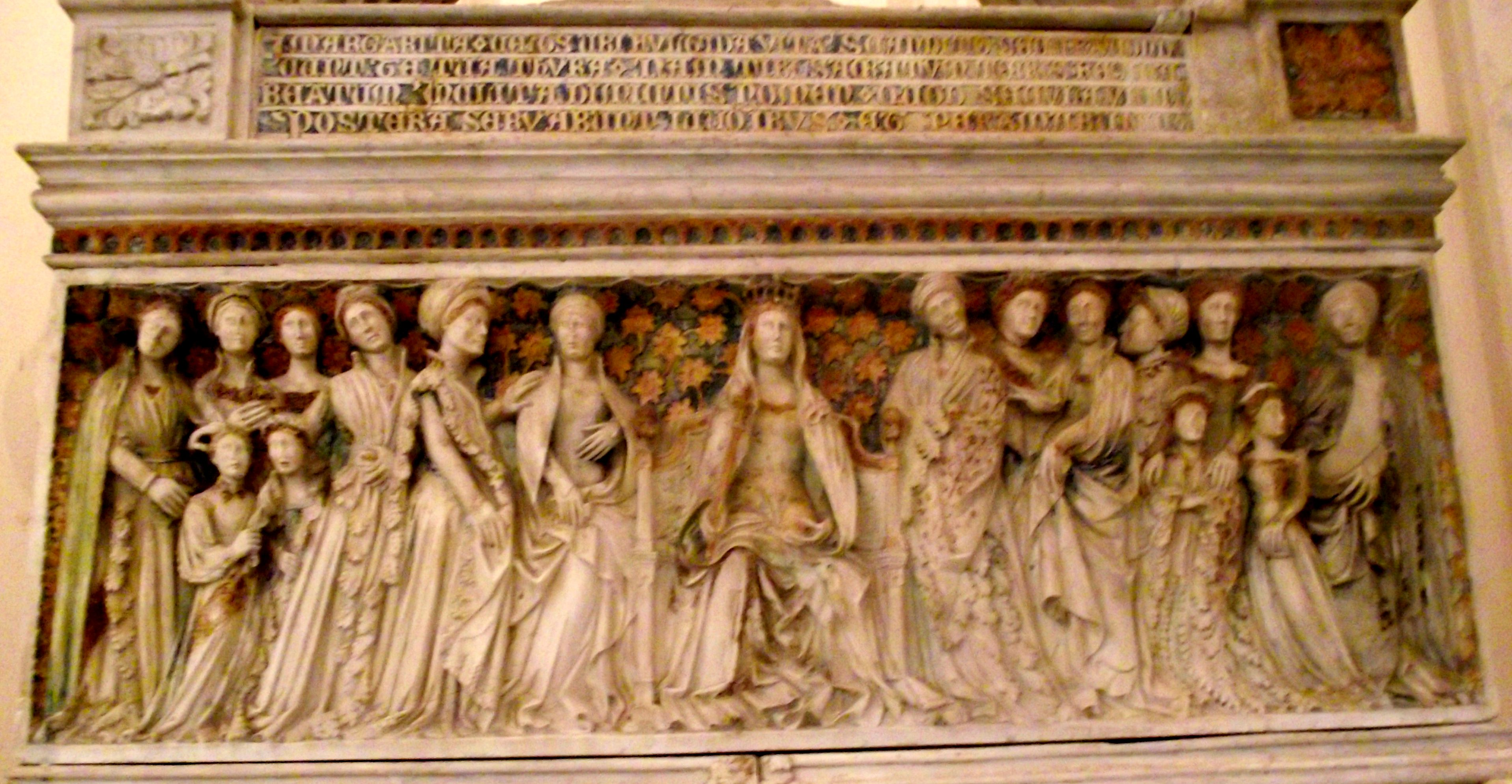
Durazzói Margit síremlékének részlete

A 3. nápolyi és magyar Anjou-ház (Capeting) durazzói ágából származik. Apja Anjou Lajos Durazzo hercege, aki egyike volt az első nápolyi hadjárat során Magyarországra hozott és visegrádi fogságra vetett Anjou hercegeknek, Árpád-házi Mária és Sánta Károly unokája. Anyja Sanseverino Margit grófnő.
Felesége Durazzói Margit, a Nagy Lajos által Aversában kivégeztetett Durazzói Károly és Mária nápolyi királyi hercegnő leánya, Árpád-házi Mária és Sánta Károly dédunokája, apai ágon férjének első unokatestvére volt.
Fia, Nápolyi László, apja meggyilkolását követően lett nápolyi király és magyar ellenkirály. Lányai, Mária és Johanna, nápolyi hercegnők. Johanna, II. Johannaként nápolyi királynő később, öccse halálát követően, apja szlavóniai hercegsége idején Zárában, 1373-ban született. Mária nevű első lánya kisgyermekként meghalt.
Nagyapja, János Durazzo hercege révén, elsőfokú rokonságban állt a 3. Anjou-ház durazzói ágának második generációjával, és másodfokú rokonságban a nápolyi, magyar és tarantói ágak második generációjával. Tarantói Fülöp címzetes császár 1373. évi halálát követően a nápolyi Anjou-ház legidősebb férfi tagja Kis Károly lett.

## Élete

### A fiatal herceg
A második nápolyi hadjáratot követően Nagy Lajos magyar király 1352 októberében elrendelte a Nápolyi Királyság még magyar kézen lévő várainak átadását. A pápai biztos – De Sancto Martiale Péter – 1353-ban érkezett Nápolyba a várak átvétele céljából. Lajos durazzói herceg a nápolyi menekültekre és a visszamaradt magyar csapatok maradványaira támaszkodva fellázadt a Nápolyba visszatért Johanna királynő ellen. Apuliából a magyar királynak – visszahívása végett – több levelet is küldött, a levelek azonban a nápolyi királynő kezébe kerültek. Johanna és Lajos között a pápa közvetítésével került sor békekötésre, de a békekötést követően Johanna Lajos durazzói herceget bebörtönöztette.
Lajos a Castel Nuovóban – valószínűleg mérgezés következtében - 1362. július 22-én meghalt. Durazzói Lajos ekkor 17 éves fiát, Károlyt, V. Orbán pápa vette pártfogásába, és felkérte Lajos királyt, hogy az ifjú herceget fogadja a magyar királyi udvarba. Nagy Lajos Károlyt 1365-ben Johanna jóváhagyásával Budára hozatta, akit Magyarországra nevelője, Vilmos comacchiói püspök – aki valószínűleg azonos a későbbi győri püspökkel – is elkísérte.
Károly a magyar udvarban hamar elnyerte Nagy Lajos rokonszenvét, aki az utódjának is tekintette.  Károlyt 1368-ban eljegyezték IV. Károly leányával, Luxemburgi Annával. Az eljegyzés felbontására a IV. Károly ellen 1369-ben kötött lengyel–magyar szövetség miatt került sor. Ezt követően a magyar királyi ház Károly házastársául, az első nápolyi hadjárat során Aversában kivégeztetett Durazzói Károlynak Mária nápolyi király hercegnővel kötött házasságából származó leányát, Margitot (1324–1412) helyezte előtérbe. Az incesztus engedélyezése végett a magyar király a pápához fordult, aki a házassági tilalom feloldásáról Lajost 1370. január 9-én értesítette. A Johanna királynő által ekkor még utódjának tekintett Margit és Károly házasságkötésére január 24-én Nápolyban került sor, a házaspár szeptember 16-án Zárába utazott. 
Lajos király Károlyt Szlavónia, Dalmácia és Horvátország kormányzásával bízta meg, aki 1371-ben már a szlavón hercegi címet használta, 1373–1376 között horvát–dalmát bán is volt. 
Első leányuk, Mária 1370-ben még Nápolyban, de második lányuk Johanna 1373-ban már a Zárában lévő hercegi udvarban született. Kis Károly, a rokonszenves, tudományokhoz – beleértve a hadtudományt is – értő fiatal herceg népszerűsége a délvidéki főurak körében erre az időszakra vezethető vissza, ekkor nyerte el a délvidéki nemesség rokonszenvét.
Egy korabeli forrás szerint, Károly kis termetű, rőt hajú, csinos külsejű, nyugodt beszédű és járású ember volt, aki szeretett ebéd és vacsora után tudós férfiakkal társalogni.
1378-ban Velence terjeszkedő politikája ellenében széles szövetségi rendszer alakult ki Genova köré, e szövetség oldalán állt Lajos magyar király is. A kitört háborúban Velence 1378 tavaszán elfoglalta a magyar király uralma alatti adriai városokat, de a következő év tavaszán már a szövetségesek kerekedtek felül. A Velencei Köztársaság békét kért, a magyar király a Velencével történő tárgyalásokkal Kis Károly herceget, Szepesi Jakab országbírót és Vilmos győri, valamint László váradi püspököt bízta meg. Velence taktikázó magatartása miatt a háború tovább folyt, 1379 augusztusában újabb tárgyalások kezdődtek. A több mint öt hónapig elhúzódó tárgyalásokon Károly mellett még Garai Miklós nádor, Vilmos győri püspök, Alsáni Bálint pécsi püspök, Szepesi Jakab és Czudar Péter volt országbírók és Himfi Benedek volt bolgár bán vettek részt. Károly a velenceiektől ekkor kapta a „della Pace” melléknevet – a háború az 1382. évi, Velence számára megalázó torinói békével ért véget.
A torinói béketárgyalásokon (1381. július–augusztus) a Magyar Királyságot Alsáni Bálint pécsi püspök, Horváti Pál zágrábi püspök képviselte. Kis Károly ekkor már Nápoly alatt volt seregével.

### A nápolyi trón megszerzése

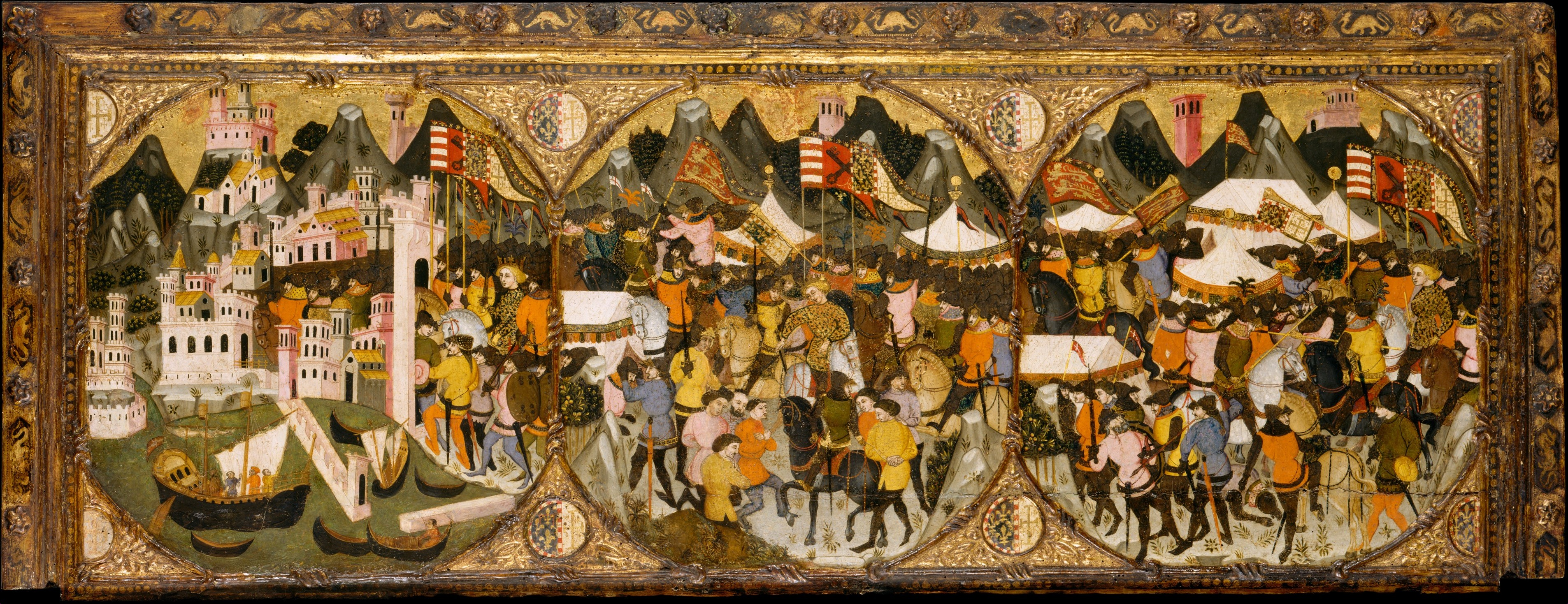
Nápoly meghódítása, Károly 1381 nyarán diadalmenetben vonult be Nápolyba

A székhelyét Avignonból Rómába visszahelyező XI. Gergely pápa halálát követően, a többségében francia bíborosokból álló konklávé a római nép nyomására kénytelen volt itáliai pápát választani, aki a nápolyi születésű érsek, Prignano Bartolomeo lett, aki a VI. Orbán nevet vette fel. A bíborosok a kierőszakolt választást érvénytelennek nyilvánítva, Avignonba menekültek. Orbán pápa az Egyházi Államban és a fennhatósága alá tartozó Nápolyi Királyságban is mélyreható reformok végrehajtását tervezte, a rendteremtést a magyar király mellett kiváló hadvezérré vált Kis Károly személyére kívánta alapozni. Johanna a pápa terveit megtudva, a francia bíborosokkal kezdett tárgyalásokba. Negyedik férjének, Braunschweigi Ottónak közreműködésével a bíborosok 1378. szeptember 20-án Fondiban zsinatot tartottak, amelyen Orbán megválasztását semmisnek nyilvánítva Róbert genfi bíboros személyében új pápát választottak. A VII. Kelemen nevet felvevő új pápa kíséretével Nápolyba vonult, ahol a tiszteletére rendezett fényes ünnepségek alatt a fellázadt nép az Orbánhoz hű nápolyi érsek vezetésével zavargásokba kezdett. Az új pápa bíborosaival Gaetába, majd onnan Avignonba menekült. Orbán pápa az elmenekült bíborosokat és Johannát egyházi átok alá helyezte, a nápolyi királynőt hűtlenség címén királyságától megfosztotta. A nápolyi trón betöltése ügyében Nagy Lajos és Kis Károly irányában most már nyílt, sürgető intézkedéseket tett. A magyar király az itáliai fejedelmek felé 1379. november 21-én Zólyomban kelt körlevelében intézkedett az átvonulás ügyében.
Károly herceg a magyar király jóváhagyásával 1380 nyarán indult el seregével. Lajos egy Zágrábban kiadatott hitellevélben százezer forint kölcsön felvételére is engedélyt adott. A velencei területeken lévő magyar csapatokból álló kilencezer főnyi sereg vezetését Horváti János macsói bán, a jóval kisebb létszámú itáliai zsoldossereg vezetését pedig maga Károly látta el.
Károly 1380. november 11-én ért Rómába, ahol a pápa 1381. június 2-án Szicília és Jeruzsálem királyává koronázta. Johanna még 1380 elején V. Károly francia király öccsét Anjou Lajost tette meg örökösévé.
Szorult helyzetében az itáliai fejedelmektől próbált segítséget kérni, Franciaországban Anjou Lajos készülődött a beavatkozásra. Szeptemberben a firenzei signoria Johannához írt udvarias levelében közölte, hogy a magyar király ellenében nem kíván beavatkozni, de az erősen javasolt békítés érdekében kész közvetíteni. 
Károly római tartózkodása alatt – a pápa anyagi támogatásával – új zsoldosokkal erősítette meg seregét. A Nápolyi Királyság határát átlépve serege tovább növekedett, Johanna férje Braunschweigi Ottó San Germanónál vonult fel ellene, de célszerűbbnek látta a megütközés elkerülését. A hátráló Ottó Arienzo mellett teljes vereséget szenvedett, szétvert serege Nápoly felé, majd onnan Marigliano felé menekült. A királynő a Castel Nuovóba zárkózott, a nápolyi nép pedig megnyitotta a város kapuit.
Károly még 1381 nyarán diadalmenetben vonult be Nápolyba, Johanna egy hónapi ostromzár után – férje fogságba esésének hírére – augusztus 25-én megadta magát. Ígéretet tett a Károly javára történő lemondásra, de francia híveivel később összeesküvést tervezett. Károly ennek leleplezését követően, az addig illő tisztelettel tartott Johannát Muro várába záratta, és ott – állítólag a magyar király utasítására – 1382. május 22-én megfojtatta. Az életében sok bajt keltő könnyelmű királynőt a nápolyi Santa Chiara templomba, díszes sírba temették.
Anjou Lajos későn érkező erős seregével már nem tudott a hadvezetésben jártasabb Károly ellenében eredményeket elérni. Lajos magyar király 1382. évi halála után Erzsébet királyné Károlyt még továbbra is támogatta, 1383 elején újabb magyar csapatok indultak Nápolyba Horváti János és Palisnai János vránai perjel unokaöccsének vezetésével. A háborúnak a pestis?járvány vetett véget, amely 1384 szeptemberében Bariban vette el Anjou Lajos életét.

### A pápával való viszonyának megromlása

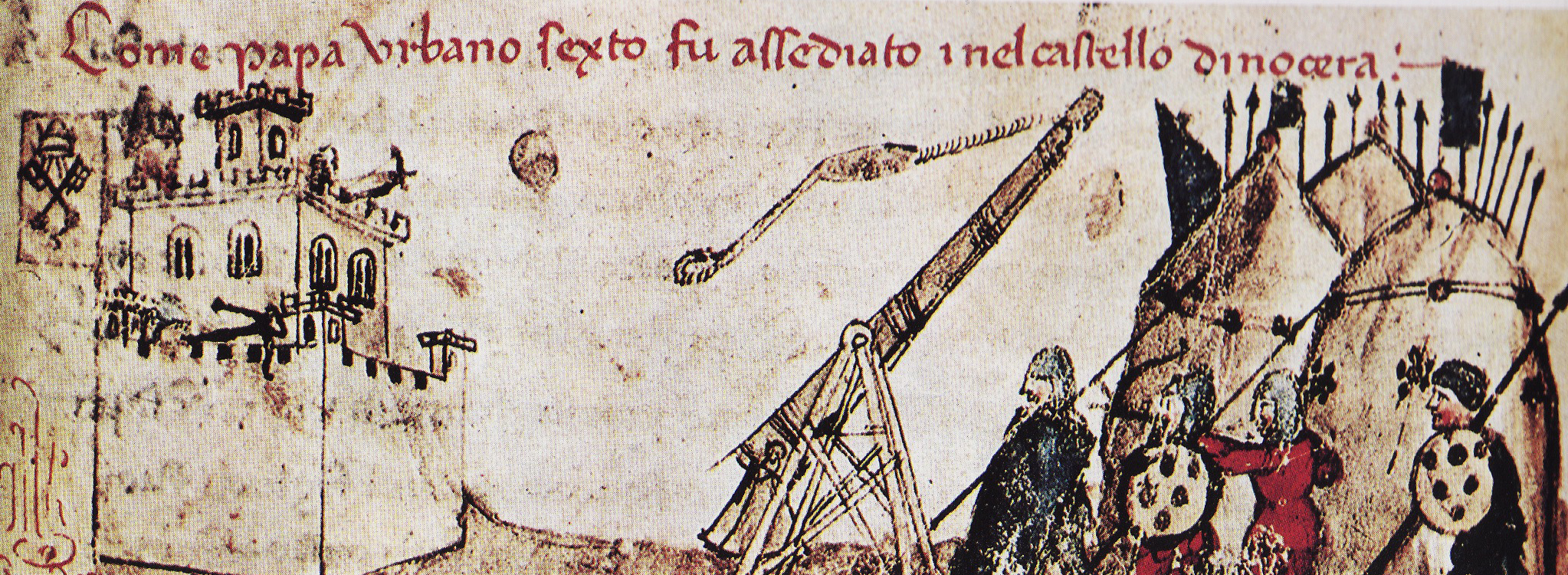
Nocera ostroma

Orbán pápa ily módon megerősödve, de nem megelégedve került felülre Itáliában. Elégedetlenségét Károly ellenkezése váltotta ki, mivel a pápa rokonát, Prignano Ferencet az új királyságában nem támogatta kellő igyekezettel. Meggyőzése céljából Orbán pápa 1383 nyarán Nápolyba utazott, Károly Aversában tisztelettel fogadta, de Nápolyban már őrizet alá vetette. Bíborosai közbenjárására szabadulva Nocerába ment, Károly a királyság belügyeibe történt újabb beavatkozásai miatt a várat ostrom alá vette. A pápa engedményekre kényszerült, de a jó viszony már nem állt helyre.
1385-ben a bíborosok összeesküvést szőttek a pápa ellen, amelyben Károly érintettsége is felvetődött. Az összeesküvés résztvevőit elfogató pápa Károlyt maga elé idézte. Károly ismét haddal vonult Nocera alá, válaszul a pápa őt a királynéval együtt 1385. február 2-án egyházi átok alá helyezte. A pápát Anjou Lajos hadainak maradéka Genovába menekítette, a magával vitt fogoly kardinálisokat – egy kivételével – kivégeztette.

### A magyar trón megszerzése

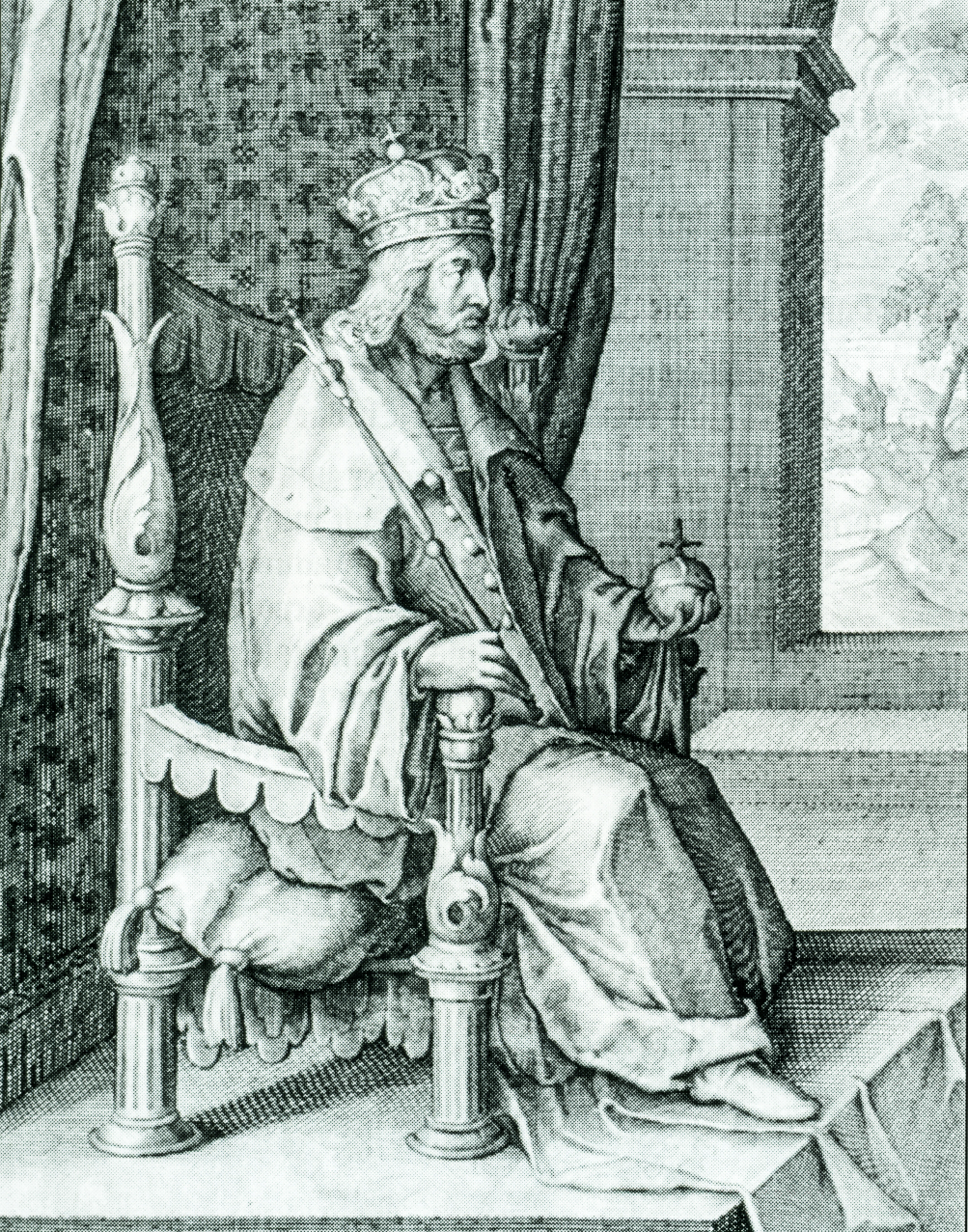
II. Károly a magyar trónon – 19. századi rézmetszet

Lajos magyar király halála után eleinte nem volt jele annak, hogy Károly be akarna avatkozni a magyar ügyekbe, még nápolyi hatalmának biztosításával volt elfoglalva.
Nagy Lajos – végakaratának megfelelően – 11 éves leányát, Máriát 1382. szeptember 17-én Fehérváron Demeter esztergomi érsek Magyarország „királyává” koronázta. Mária uralmát anyja, Erzsébet gyámsága alatt kezdte meg, legfőbb támogatójuk Garai Miklós nádor volt. A nőuralom sokakban megütközést keltett, de ekkor még nem tört ki nyílt lázadás. 1383 elején Erzsébet átalakításokat hajtott végre a magyar udvarban, többek között Alsáni Bálint pécsi püspököt tette meg saját főkancellárjává. Ezzel mintegy második hatalmat hozott létre lánya, Mária királyi főkancelláriája mellett, amelynek Demeter bíboros érsek volt a vezetője. A kettős hatalom zavarokhoz vezetett a kormányzásban. Tovább rontotta az átmenetinek tekintett nőuralom megítélését, hogy a lengyel rendek ellenállása miatt a lengyel–magyar perszonálunió felbomlott, és 1384-ben Lengyelország trónjára Nagy Lajos fiatalabb lánya, Hedvig került. A délvidéken I. Tvrtko bosnyák király által keltett zavargások 1383 közepén Lackfi István horvát–dalmát bánná történő kinevezését tették szükségessé, de ősszel Mária és Erzsébet határozott fellépés helyett engedményt – Cattaro városának átengedése Zárában – adtak.
Az elkövetett politikai hibák megérlelték az elhatározást, Magyarországon három tábor alakult ki a leendő király személyének kérdésében. Az Erzsébet királyné által támogatott Garai nádor vezette liga, aki a francia király öccsét, I. Lajos orléans-i herceget szerette volna Mária férjeként trónra juttatni. A Kanizsai Miklós által fémjelzett konzervatív liga, amelyik Nagy Lajos akaratának megfelelően Mária férjeként Zsigmond brandenburgi őrgróf személyét helyezte előtérbe – ehhez a táborhoz tartozott az udvari arisztokrácia nagy része, köztük Szécsi Miklós országbíró és a Lackfiak is. Ebből a táborból vált ki a Horváti család és Palisnai János vezette Horváti-liga, amelyik a nőági örökösödés helyett a trónt Durazzói Károly nápolyi királynak szánta.
Garai Miklós nádort 1384 májusában a francia király, a francia királyi nagytanács tagjává nevezte ki. 1385. június végén el is indult a küldöttség Padovába – Losonci László erdélyi vajda és Frangepán János vezetésével – százötven lovag kíséretében, hogy a francia király öccsét Magyarországra hozza. A küldöttségről az utolsó információk Padovából származnak. A francia irányultságú lépések nagy politikai hibának számítottak, mivel a római és cseh királyi címet is kézben tartó Luxemburg-házon kívül a pápa és Kis Károly érdekeit is alapjaiban sértették.
Míg Mária Lajos orléans-i herceggel történő eljegyzése, illetve házassága 1385 augusztusában általános lázadást keltett, amely Garai Miklós nádorságába került, Zsigmond pedig rokonai bevonásával próbált erőt gyűjteni a házasság fegyverrel történő kikényszerítésére, addig Kis Károly helyzeti előnybe került, ugyanis Horváti Pál püspök Kanizsai Miklós társaságában hajóra szállt és Nápolyba ment, hogy rábírja a magyar trón elfogadására. A küldöttség augusztus 18-án már Nápolyban volt, mert ekkor találkozott ott a velencei követtel.
Károly a magyar főurak felkérését elfogadta, s elhatározásán – felesége ellenkezésére – csak annyiban változtatott, hogy ekkor kilencéves fiát, Lászlót, Nápolyban hagyta. Egyes feltételezések szerint Károly a magyar trónt fiának szánta, akit az öt évvel idősebb magyar királynővel, Máriával kívánt összeházasítani. Nápoly védelmét a padovai Scrovegno Jakabra és felfogadott csapatára bízva, 1385. szeptember 14-én este Nápolyban hajóra szállt, és három gályával Manfredoniába indult. Itt további egy hajóval és emberekkel – többek között Alberico da Barbianóval, a szicíliai seregek főparancsnokával és Naccarella udvarmesterrel – kiegészülve október 23-án hajózott el Magyarország felé. A Zenggbe érkező Károlyt nagy örömmel fogadták, innen Horváti Pál székhelyére, Zágrábba ment, ahol december elejéig tartózkodott.
Erzsébet királyné és hívei a fejlemények hatására végleg feladták a francia házasság tervét, és megkötötték Mária és Zsigmond házasságát. A nemesség engesztelésére november elejére országgyűlést hívtak egybe, ahol a királynő a november 14-én kiadott oklevélben a nemesség atyja által is elismert jogait és kiváltságait megerősítette.
Károly Zágrábból, magyarországi híveivel kiegészülve Budára indult. Egy korabeli olasz tudósítás szerint a Budához közeledő Károly hírére, Mária és Erzsébet kocsin eléje indultak. A kocsit meglátva, Károly hat főúri kísérőjével együtt a lóhátról leszállt, udvariasan a kocsi elé ment és mélyen meghajolva, a kocsiból kiszálló „királynőkkel” egymást szívélyesen üdvözölték. A további utat a „királynők” kocsijában tette meg, Budán pedig egyik hívénél szállt meg. Az újabb országgyűlés Károlyt kormányzónak választotta, aki a várat olasz és magyar őrséggel látta el, és a királyi palotába költözött. Rövid idő alatt visszaállította a békét és az egyetértést.

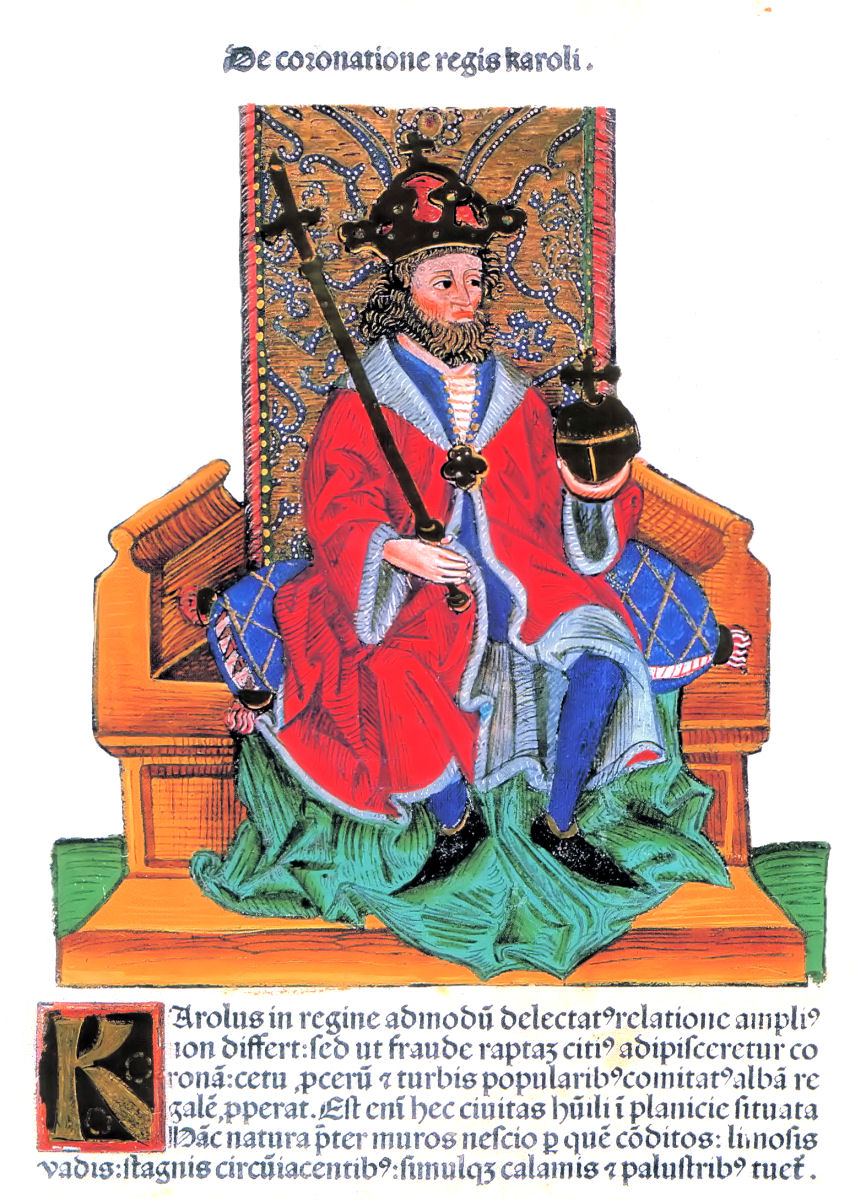
Kis Károly ábrázolása Thuróczi János krónikájában

Zsigmond, látva Károly térnyerését, Csehországba menekült. Az országgyűlés Fehérvárra tette át üléseit, Mária a trónról lemondott, ahol a rendek Károlyt Magyarország királyává választották. A koronázást Demeter esztergomi érsek 1385. december 31-én reggel kilenc órakor, Mária és Erzsébet jelenlétében a szokásos külsőségek szerint végezte el.
A szent palásttal borítva, az előkelőségek között ott állt már Károly, és miközben a papság a titokteljes isteni igéket énekelte, az esztergomi érsek a királyi koronát kezében tartva szokás szerint háromszor megkérdezi a népet, akarja-e Károlyt királynak.
A koronázásról Margit királynét Zára városának küldöttsége január 21-én értesítette, az esemény hírére Nápolyt este fényesen kivilágították. Károly levelei február 10-én érkeztek meg Nápolyba, melyekben a királynét valamint nápolyi bárókat és polgárokat a koronázásról személyesen értesítette. Február 18-án vasárnap a capuai és a nidoi nemesek, a nápolyi céhek és polgárok a királyné üdvözlésére a Castel Nuovóba mentek, és megérkeztek Firenze és Genova küldöttségei is. Fáklyás felvonulással fényes ünnepségeket tartottak, viszonzásul a királyné kilenc fehérbe öltözött főrendű hölgy kíséretében végiglovagolt Nápoly utcáin, karjukon aranyos szalagokat viseltek.
Az új király személyében megvalósulni látszott a magyar Anjou-ház régi törekvese, a két királyság azonos uralkodó alatti regnálását illetően.

### Halála
A korabeli padovai történetíró – Gataro – szerint Károly a koronázás után Budára ment, ahol megkezdve kormányzását egyenlően szolgáltatott igazságot mindenkinek, de kénytelen volt azok ellen fordulni, akik Lajos király halála után illetéktelenül állami és egyéb javakat ragadtak magukhoz.
Az 1386. januári és a február elején kiadott oklevelek szerint Mária „királynőt” Károly nem zárta ki a hatalomból, Mária és anyja az államkormányzat ügyeiről nem csak tájékozódhatott, Mária ezekben közvetlenül is részt vett. Beavatkozásaira az országbíró, Bebek Imre személyének felhasználásával is több esetben sor került.
Eközben Erzsébet királyné a jómód magas csúcsáról letaszítva fojtogató keserűséggel gyötrődik, és a frissen elveszített méltóságra vágyakozva meg a bosszúállás dühétől égve burkolt csellel igyekezett visszaszerezni a titkos fondorlattal elvett országot.
A Károly elleni merényletre, az előre kitűzött napon, február 7-én került sor, a merénylet résztvevői az estei krónikából és Mária királynő egy későbbi okleveléből személy szerint beazonosíthatók; rajtuk kívül, az estei krónika még további más, meg nem nevezett árulók jelenlétét is megemlíti. A merénylet során a „királynők” szobájában rajtuk kívül még Garai Miklós volt nádor, Alsáni Bálint pécsi püspök, Bebek Imre országbíró és Bebek György, az anyakirályné tárnokmestere tartózkodott, a kitervelt merényletet Forgách Balázs, az étekfogók mestere hajtotta végre.
Meg kell jegyezni, hogy mivel Durazzo Károlyt a pápa korábban kiközösítette, életét – a korabeli jog szerint – bárki elvehette.
A merénylet részletes lefolyását Gataro leírásából és a szintén korabeli, velencei Monaci verses történetéből, valamint Mária királynő február 28-án kiadott okleveléből ismerhetjük meg. Az 1480 után íródott Thuróczi-krónika nagyrészt a velencei verses történetet használta alapul.
Gataro szerint a király gyakori látogatásokat szokott tenni a „királynőknél”. A merénylet napján kilenc óra körül érkezett meg, majd megbeszélésre a „királynőkkel” egy terembe vonultak. A terembe érkező Forgách Balázs a király közelébe jutva, a köpenye alatt tartott hosszú késsel, teljes erővel a fejére sújtott. A tőr a király koponyáját teljesen keresztülvágta, egészen le a bal szeméig, amit emiatt el is veszített. Forgách ezután a teremből nyugodtan távozván, a helyszínről elmenekült. A lármára sokan a terembe szaladtak, majd orvosért küldtek.
Monaci szerint Károlyt három vágás érte, egy az arcán, ami által a bal szemét elveszítette és kettő a feje felső részén. Mária királynő oklevele szerint Forgách Balázs bicellusával többször csapott a királyra, a kialakult dulakodásban Naccarella és Forgách Balázs is megsebesült. 
Károly király pedig, bár ilyen iszonyatos sebet kapott, nem esett el, hanem fölkelvén arról a szerencsétlen helyről, ahol ült, lassú és ingadozó léptekkel elindult, a padlón hosszú vérnyomokat hagyva ...

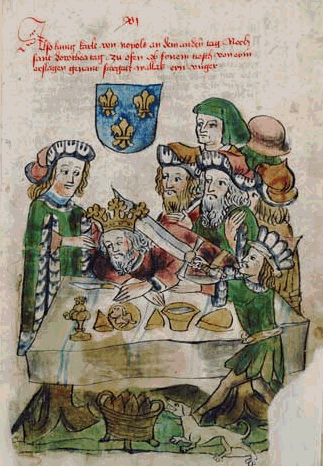
Korabeli kép a merényletről

Monaci szerint a sebesült királyt az éjjel hetedik órájáig egy szobában őrizték, majd Erzsébet királyné parancsára a vele maradtakkal együtt elzárták.
Végül ugyanezen éjszaka csöndjében a királyné és a nádor cinkosai vadul berontottak a király hálószobájába, és kiemelvén az ajtószárnyakat kivonszolják onnan a sebesült királyt, majd fogolyként egy magas toronyba zárva őriztetik.
Az olasz kútfők szerint a merényletet követően Garai Miklós fegyvert fogott, és a királynőpárti főurakkal Buda utcáin a „királynő” mellett lázított. A nagy számú fegyveres aznap reggel, Garai lányának szerémi esküvőjére való indulása okán jött a várba. Lackfi István vajda és Horváti János bán fegyvereseikkel Buda utcáin, viszont a királyt éltették, és a „királynők” ellen lázítottak, majd a várost körülvették, és egész éjjel fegyverben állottak. Horváti, látva a helyzet kilátástalanságát, másnap reggel Zágráb felé indult, hogy ott minél előbb felgyújthassa a lázadás tüzét.
Barbiano és Naccarella, Garai törekvésének megpróbáltak ellenállni, de a nagy nyomás hatására a királypártiak a vár tornyába szorultak vissza, melyet a padovai számszeríjászok Scrovegno Jakab vezetésével még több napig tartottak. A torony feladására Károly személyes utasítására került sor, akit erre rákényszeríttettek.
Később Károlyt – valószínűleg olasz híveivel – Visegrádra vitték, ahol másnap az orvosok olyan szert adtak be neki, amitől nagy fájdalmai lettek és erejét is hanyatlani érezte. Állapotát felismerve végrendelkezett, örökösévé fiát tette meg, akit a feleségével és lányával együtt Naccarella gondoskodására bízott. Majd meggyónván, február 24-én – a szicíliai krónika szerint 27-én – az élők sorából eltávozott. Egyes forrásértelmezések szerint nem a visegrádi kolostorba vitték, hanem a szentendrei bencés nagykáptalan kolostorába, amelyről a mai napig nem tudni, hol volt.
A pápai kiközösítés miatt egyházi szertartással nem temethették el, erről fiának kérésére IX. Bonifác pápa csak 1391. február 3-án intézkedett. A visegrádi előhegyen lévő Benedek-rendi monostor templomában való temetésére, a pápa Kanizsai János érseket utasította.
Mária királynő Forgách Balázs jutalmazására – „aki megölte a királyné életére törő és őt, a királynőt koronájától megfosztó Durazzói Károly királyt” – 1386. február 28-án kiadott oklevelében intézkedett. Neki és általa rokonainak adományozza örökjogon a nyitra megyei Gymes várát a Nyitra, Bars és Esztergom megyékben fekvő név szerint felsorolt tartozékaival, vámjaival és vásárjaival egyetemben.
A birtokba való bevezetésre a garamszentbenedeki konventet március 11-én utasította.
A garamszentbenedeki konvent április 14-én jelentette Mária királynőnek, hogy a birtokba történő bevezetés ellentmondás nélkül megtörtént.
A merénylet hírét március 1-jén éjjel, a nápolyi ünnepségekre érkező firenzei követség vitte meg a Castel Nuovóba.
II. Károly meggyilkolásával a Magyar Királyság több mint másfél évtizedig tartó megosztottságba – a trónért folyó háborús állapotba süllyedt. Csak öt hónapnak kellett elmúlnia ahhoz, hogy a gyilkosság fő kitervelői és végrehajtója azonos sorsra jussanak.

Magyarország-Nápoly-Jeruzsálem királyának címere